# タットヴァ (ジャイナ教)
ジャイナ形而上学は七つの(あるいはサブカテゴリーを加えて九つの)真実つまり根本的な原理に基づいており、それらはタットヴァ(サンスクリット: tattva：タットワ)あるいはナヴァタットヴァ(サンスクリット: navatattva)と呼ばれる。ジャイナ教ではそういった原理に基づいて人間の苦境の本性や解決策が説明される。タットヴァのうち最初に挙げられるのは魂である「ジーヴァ」(jīva)と魂ではない「アジーヴァ」(ajīva)という二つの存在論的範疇で、これらはものが存在する原理である。三種類目のタットヴァは「ヨーガ」(yoga)と呼ばれる相互作用であり、この相互作用を通じて、ジーヴァとアジーヴァという二つの実体の間でカルマの物質がジーヴァに流れ込み(「アースラヴァ」)、ジーヴァに付着し、カルマに変化する。四番目のタットヴァは束縛の要因として働くもの(「バンダ」)であり、意識自身の固有の出現を束縛する。五番目のタットヴァは新たなカルマの出現の停止を宣言するもの(「サンヴァラ」)で、正しい知識・信念・行動を実践するという修行・苦行を通じて可能になる。さらに修行・苦行を推し進めることでジーヴァに固着していたカルマが消えていく―この六番目のタットヴァが「ニルジャラー」(nirjarā)と呼ばれる。最後のタットヴァは、魂がカルマの影響から自由になったときに到達できるようなジャイナ教の教えの目的であり、解脱つまり「モークシャ」(mokṣa)と呼ばれる。さらに二つのカテゴリーを加える著述家もいる。すなわちカルマに関して功徳のある行為と無い行為(「プニャ」と「パーパ」)である。以上九つの基本的なカテゴリーが「ナヴァタットヴァ」と呼ばれ、ジャイナ形而上学全体の基盤を成している。こういった実在に関する知識は魂の解脱に不可欠である。

## ジーヴァ
ジャイナ教では霊魂つまりジーヴァ(jīva)が実在の一つとして存在し、肉体とは区別される存在であって肉体の中に住まっていると信じられている。ジーヴァは「チェータナー」(cetanā、意識)や「ウパヨーガ」(upayoga、知識や認識といった精神作用)などの特徴を持つ。霊魂は生と死を経験するが、生や死によって霊魂が本当に破壊されたり新たに作られたりするわけではない。死と生はそれぞれ、霊魂の一つの状態が消えることと霊魂の別の状態が現れることを指しており、破壊されたり作られたりするのは魂自体ではなく魂の様態にすぎない。

## アジーヴァ
アジーヴァ(Ajīva)は五つの生きていない実体であり、ジーヴァとともに宇宙を構成している。その内訳は以下:
- プドガラ(Pudgala、物質) –プドガラは固体、液体、気体、エネルギー、微細なカルマの元素、そして極端に微細な物体つまり素粒子に分類される[4]。パラマーヌ(Paramānu)つまり素粒子は全ての物質の構成要素とされる。パラマーヌおよびプドガラは不生不滅で破壊できないという特徴を持つ。これらは結合したりその様態が変化したりするがその基本的な性質は変わらない。ジャイナ教によればこれらは新たに生まれることも破壊されることもない。
- ダルマタットヴァ(Dharma-tattva、運動の媒体)とアダルマタットヴァ(Adharma-tattva、静止の媒体) – これらはダルマースティカーヤ(Dharmāstikāya)とアダルマースティカーヤ(Adharmāstikāya)とも呼ばれる。これらはジャイナ思想に特有のもので、運動と静止の原理を表す。これらは宇宙全体に充満しているとされる。ダルマタットヴァとアダルマタットヴァはそれ自体が運動や静止であるというわけではないが他の物体の運動や静止を媒介する。宇宙にダルマースティカーヤがなければ運動することができないしアダルマースティカーヤがなければ静止することができない。
- アーカーシャ(Ākāśa、虚空) – 虚空はその中に霊魂、物質、運動の原理、静止の原理、時間が収まっている実体である。虚空は全てを覆い尽くしていて、無限であり、無数の空間単位から成る。
- カーラ (Kāla、時間) – ジャイナ教において時間は実在する存在であり、あらゆる活動、変化、修正は時間を通じてのみ達成される。ジャイナ教では時間は十二の輻を持つ車輪に例えられる。その車輪は上昇する側半分と下降する側半分に分けられ、それぞれがさらに六つの段階を持ち、各段階は「サガロパマ」つまり大洋年と呼ばれる非常に大きな時間の単位で計られる[5]。ジャイナ教徒によれば、下降する側半分では徐々に悲痛が増大し、上昇する側半分では徐々に幸福が増大するという。

## アースラヴァ
アースラヴァ(āsrava)とはカルマの流入を指す。アースラヴァが起こるのは、心、言葉、体の活動によって作り出される振動のためにカルマの微粒子が霊魂に誘引されるときである。 『タットヴァールタスートラ』(6:1–2)ではこう述べられている: 「身体・言葉・心の活動はヨーガと呼ばれる。この三種類の活動によって「アースラヴァ」つまりカルマの流入が起こる。」

## バンダ
カルマは意識と縛り付けられているときにのみ効果を及ぼす。この、カルマが意識に縛り付けられていることをバンダ(bandha)と呼ぶ。しかし、ヨーガつまり活動自体がこういった束縛を生み出すわけではない。束縛の様々な要因の中でも、情動こそが束縛の主な要因だとされる。様々な情動や精神的傾向が存在するために魂が「粘着性」を帯び、それによってカルマが文字通りくっついて離れがたくなるという。

## パーパとプニャ
多くの文献でプニャ(punya)つまり善行とパーパ(pāpa)つまり悪行が基本的実在として挙げられている。しかし『タットヴァールタスートラ』(Tattvārthasūtra)ではタットヴァの数は七種とされる、というのはこの文献ではプニャおよびパーパはアースラヴァやバンダに含められているのである。プニャとパーパはどちらも「ドラヴィヤ」タイプ(物質的なタイプ)と「バーヴァ」タイプ(精神的なタイプ)の二種類に分けられる。

## サンヴァラ
サンヴァラ(Saṃvara)とはカルマの制御である。自己の解放あるいは成就の第一段階はカルマの魂への流入路を全て遮断し、カルマが今以上に蓄積しないよう気を付けることである。これがカルマの流入の停止、すなわちサンヴァラである。サンヴァラには二種類ある。すなわち精神的生活に関するもの(「バーヴァ・サンヴァラ」)とカルマの微粒子の移動を言うもの(「ドラヴィヤ・サンヴァラ」)である。この制御は自制心と、固着からの解放によって可能となる。戒律の実践、注意深さ、自制心、十種のダルマの順守、瞑想、様々な障害(飢え、渇き、情動など)の除去といったことを行うことで、カルマの流入を停止して活発なカルマによる汚染から魂を守ることができる。

## ニルジャラー
ニルジャラー(Nirjarā)とは既に蓄積されたカルマを払い落とし、あるいは破壊することである。ニルジャラーには二種類ある。すなわちカルマを除去する霊的な相(「バーヴァ・ニルジャラー」)とカルマの微粒子の破壊(「ドラヴィヤ・ニルジャラー」)である。カルマはその結果が完全に実現すると自然の行程として自己消滅する。この場合は何の努力も必要ない。残存するカルマは苦行(「アヴィパカ・ニルジャラー」)によって除去する必要がある。霊魂はその表面がカルマの塵に覆われると鏡のように曇って見える。カルマが破壊されて除去されると霊魂はその本来の卓絶した姿を取り戻して輝く。この後に最終的な目的である「モークシャ」に到達する。

## モークシャ
モークシャ(Mokṣa)とは魂の解放、解脱を意味する。これは魂の思考の状態であり、カルマの束縛やサンサーラつまり生と死のサイクルから解放されている。解脱した魂は無限の至福、無限の知識、無限の知覚という真の汚れなき状態に到達しているとされる。この状態の魂は「シッダ」あるいは「パラマートマン」と呼ばれ、至高の魂つまり神とみなされる。ジャイナ教ではこれこそが魂が到達を目指すべき、最高にして思考の目標とされる。実際のところ、ジャイナ教ではモークシャは人が持つべき唯一の目標である。他の目標を持つことは魂の真の本性に反する。正しい信念・知識・行為があれば全ての魂がこの状態に至れる。ジャイナ教はモークシャマールガ(mokṣamārga)つまり「解脱への道」としても知られる。